# Nootsara Tomkom
Nootsara Tomkom (tiếng Thái: นุศรา ต้อมคำ; RTGS: Nutsara Tomkham; sinh ngày 7 tháng 7 năm 1985 ở Ratchaburi, Thái Lan) cô là thành viên của Đội tuyển bóng chuyền nữ quốc gia Thái Lan với vị trí bắt Chuyền hai. Cô hiện đang chơi cho câu lạc bộ Rabita Baku.

## Câu lạc bộ
- IBSA Club Voleibol (2007-2008)
- Federbrau (2008-2009)
- Kanti Schaffhausen (2008-2010)
- Chang (2010-2011)
- Kathu Phuket VC (2010-2011)
- Azerrail Baku (2010-2012)
- Chang (2011-2012)
- Igtisadchi Baku (2012-2013)
- Idea Khonkaen (2013-2014)
- Rabita Baku (2013-2016)
- Fenerbahçe (2016–2017)

## Khen thưởng

### Giải thưởng cá nhân
- 2007 Asian Club Championship "Best Setter"
- 2007 Asian Championship "Best Setter"
- 2008 Asian Club Championship "Best Setter"
- 2009 Asian Club Championship "Best Server"
- 2009 Asian Championship "Best Setter"
- 2010 Asian Club Championship "Most Valuable Player"
- 2010 Asian Cup Championship "Best Setter"
- 2010-11 Azerbaijan Super League "Best Setter"
- 2011 Asian Club Championship "Best Server"
- 2012 Asian Club Championship "Best Server"
- 2012 World Olympic Qualification "Best Setter"
- 2012 FIVB World Grand Prix "Best Setter"
- 2012 Asian Cup Championship "Best Setter"
- 2013 Asian Championship "Best Setter"
- 2013-14 CEV Champions League "Best Setter"
- 2013-14 Azerbaijan Super League "Best Setter"
- 2014-15 Azerbaijan Super League "Most Valuable Player"
- 2014-15 Azerbaijan Super League "Best Setter"
- 2014-15 Azerbaijan Super League "Best Server"